# Řebříček tužebníkovitý
Řebříček tužebníkovitý (Achillea filipendulina) je druh rostlin patřící do čeledě hvězdnicovité (Asteraceae). Je původní v oblasti Kavkazu. Celá rostlina výrazně hořce voní. Rostliny jsou vysoké až 1,50 m. Kvete v červenci až srpnu.

## Použití
Je to hezká a vděčná trvalka pro smíšené výsadby do záhonů a pro volné skupiny, nejlépe přírodního charakteru. Je vhodná do drobných zahradních úprav i do parků. Hodí se také k řezu, květy dlouho vydrží ve váze. Suší se a květy se používají sušené i komerčně k aranžování. Sází se na vzdálenost 50–60 cm.

## Pěstování

### Nároky
Při pěstování v mírném pásmu (ČR) je tento druh celkem nenáročný, nejlépe se mu však daří v propustné zahradní půdě. Snáší i značné sucho. Preferuje výsluní, ve stínu kvete slabě. Vydrží mnoho let na stanovišti bez větších nároků na ošetřování, ale vyplatí se jej po třech letech přemnožit nebo nejlépe přesadit na jiné stanoviště. Chorobami ani škůdci netrpí.
Zalévání během zimy je vhodné, aby rostlina netrpěla suchem. Snáší dobře exhalace.

### Rozmnožování
Množí se dělením trsů, nejlépe v dubnu až květnu, popřípadě i v září. Také se může množit řízkováním.

### Řez
Vždy na podzim po odkvětu až k zemi. Během vegetace řez v případě potřeby, do jisté míry lze ale rozklesávání zabránit svázáním. Po odstranění odkvetlých květů rostou nové květy.

## Kultivary
- 'Coronation Golď – nižší a raný
- 'Goldplatte' – s velkými chocholíky
- 'Parker' – pozdější, robustnějšího vzrůstu